# Утарп
Утарп (нем. Utarp) — община в Германии, в земле Нижняя Саксония.
Входит в состав района Виттмунд. Подчиняется управлению Хольтрим. Население составляет 648 человек (на 31 декабря 2010 года). Занимает площадь 6,37 км².
| Год  | Население |
| ---- | --------- |
| 1990 | 542       |
| 1995 | 528       |
| 2000 | 626       |
| 2005 | 663       |
| 2010 | 660       |